# Камило Бреслер
Камило Бреслер (Вакуф, крај Мркоњић Града, 17. јул 1901 — Загреб, 4. април 1967), хрватски педагог, социјални радник, здравствени педагог, филмски директор научно-документарних, играних и путописних филмова и високи владин званичник.
Као високи званичник Министарства удружења НДХ, играо је значајну улогу у помагању великом броју избеглица на подручју НДХ. Пружио је кључну подршку Акцији Диане Будисављевић за спасавање српске сирочади, која су остала у концентрационом логору Јасеновац и другде у Независној Држави Хрватској, након што су њихови родитељи одведени на присилни рад у Немачку, тада познату под именом Трећи рајх.

## Биографија
Рођен је у околини Мркоњић Града у католичкој породици. Основну школу и гимназију похађао је у Сарајеву. Учитељску школу завршио је у Петрињи.
Радио је у селима као учитељ. Писао је педагошке и социјалне чланке у разним новинама. Неколико година касније позван је да ради у омладини Хрватског Црвеног крижа у Загребу, коју је водио од 1926, а убрзо након тога позван је у Школу за јавно здравље у Загребу, за који је почео да ради промотивно.акције две године касније до 1934. Његов задатак је био да просвети људе и омладину.
Предавао је у градовима и снимао филмове. Док је био у Црвеном крсту, као студент, отворио је неколико омладинских часописа, организовао празничне колоније итд. Студирао је у Загребу на Филозофском факултету, где је 1935. дипломирао педагогију. Већ је 1939. именован пуноправним чланом Хрватске педагошко-књижевне заједнице у Загребу. Идеал у његовом раду био је швајцарски педагог Јохан Хајнрих Песталоци (1746-1827). Оснивањем Бановине Хрватске, дошао је на чело Министарства за социјални рад. Исте године основао је Дечји дом у Јастребарском, који је поверио на чување католичким монахињама.
Оснивањем Независне Државе Хрватске именован је за саветника Министарства здравља и ускоро на чело министарства удружења. Посао је одмах створен, јер је потреба за бригом о деци жртвама ратом погођених подручја страховито порасла. Нарочито је то било средином 1942. године, након тзв Офанзиве Козара. У помоћ су прискочили Хрватски Црвени криж, Каритас Загребачке надбискупије, „Акција Диане Будисављевић“, социјални и здравствени радници, бројни Загрепчани, знани и незнани, Међународни Црвени Крст, католичке часне сестре и свештеници.
Бреслер је 15. јула 1942. именован за члана Централног управног одбора Хрватског Црвеног крижа, неколико дана након што је први конвој деце стигао у Загреб из логора Стара Градишка. То су углавном била српска православна деца са Козаре. Нека од те деце била су и у логорима Јасеновац. Ситуација је била хитна, јер су ова деца, узраста од неколико месеци до 15 година, била гладна, болесна, без задовољених основних потреба, а многа су умирала, чак и у току транспорта. Бреслер је одмах радио на томе да извуче децу из логора, прихвати их у Загребу и организује даљи смештај.
Диана Будисављевић пише у свом дневнику о залагањима Камила Бреслера да пронађе смештај за децу:
| „ | Ниоткуда помоћи, тако да је проблем смјештаја био препуштен искључиво професору Бреслеру, који је учинио чуда. | ” |

Брига о овој деци није била лака, јер су многа од ове деце виђена као деца непријатеља, посебно она са Козаре. У почетку су о овој деци бринули као о „деци из погођених подручја“, али је то убрзо примећено, па више није било могуће помоћи уобичајеним начинима. Бреслер је затим отишао код надбискупа Алојзија Степинца да се заложи за спас ове несрећне деце. 
Ствари су се потом покренуле и ресорни министар је у договору са владом и усташком надзорном службом издао одобрење да им је, уз сарадњу Црвеног крста и Каритаса, дозвољено да настане децу у католичке породице и, ако је потребно, у постојеће дечије домови. Бреслер је ово овлашћење назвао „Магна картом Козарачке деце“ за свој рад. Много деце која су била у тешком здравственом стању збринуто је у прихватилишту Јастребарско јула 1942. године уз сарадњу др Бранка Драгишића и католичких монахиња милосрдница.
Заједно са самопожртвованим свештеницима и монахињама, спроведена је неопходна пропаганда кроз поједине парохије изван јавне штампе и одједном су хиљаде породица почеле да се појављују и преузимају и усвоје децу. Због повезаности с овом децом, Бреслер је упао у проблеме са усташким режимом, па је 1943. начелниковим декретом уклоњен из средишњег одбора Хрватског Црвеног крижа, а следеће године премештен је на место шефа породично одељење за социјалну заштиту.
После рата запослио се у Одељењу за социјалну заштиту деце и омладине при Министарству социјалне политике Народне Републике Хрватске. Камило Бреслер је наставио да се залаже за изградњу нових неопходних институција и објеката. Његов рад укључује нове зграде за глувонему и слепу децу у Загребу, оснивање домова за старе и разне друге друштвене акције. Један је од оснивача Колеџа за социјалне раднике.

## Филмски рад
За филмско образовање основао је лабораторију за снимање образовних филмова на Хигијенском заводу у Загребу. Пионир је снимања образовних филмова са здравственим и образовним садржајем у Хрватској.
Сценариста, редитељ и сниматељ наставе, научно-документарни (о природи), играни и путописни филмови (о Босни). Снимио је укупно 17 филмова. Радио на здравственом образовању младих, подржао оснивање Канцеларије за медицинску помоћ студентима. Покренуо је и уређивао Народни напредак - часопис за здравствено васпитање села. Аутор педагошких расправа. Сарађивао је са А. Герасимовом и А. Базаровом у стварању путописних филмова.

### Одабрана филмографија
- Два брата
- Двије секе и Икина судбина
- Зашто цијепимо дјецу
- Велебит
- Плитвичка језера
- Тунолов
- Отоци Крк, Паг и Раб
- Шехер Сарајево
- Бања Лука - Јајце

## Признања
Ћирил Петешић га је у Зборнику за историју образовања назвао хрватским Песталоцијем, а Славко Стојчевић га је у својој књизи Материјали за повијест Црвеног крижа описао као „једну од најистакнутијих личности у раду Црвеног крста раније, током и после рата".